# Jocelyn Boisvert
 (mars 2024).
Jocelyn Boisvert est un scénariste et écrivain canadien. Il est Sherbrookois de naissance.

## Biographie
Après ses études en littérature à l'Université de Sherbrooke, en scénarisation et au théâtre, il publie son premier roman jeunesse en 1998, Les 101 peurs du petit Robert.
Il écrit pour la jeunesse depuis une vingtaine d'années et compte à son actif environ une soixantaine d'ouvrages (en date de l'année 2024).
L'auteur réside actuellement aux Îles-de-la-Madeleine, archipel québécois situé au cœur du golfe du Saint-Laurent.

## Œuvres

### Éditions Bayard Canada
- Gros en bibitte, roman, 2023, 144 pages (à partir de 6 ans)

### Éditions La Courte Échelle

#### Collection Noire
- Oiseaux de malheur, roman, 2019, 112 pages. (2 lunes, à partir de 9 ans).
- La Crique des damnés, roman, 2021, 120 pages (3 lunes, à partir de 11 ans).
- L'Homme aux araignées, roman, 2024, 144 pages, (2 lunes, à partir de 9 ans).

### Éditions Dominique et Compagnie
- Les 101 peurs du petit Robert, roman, 1998, 152 pages.

### Éditions Druide
- Les nouveaux mystères à l'école, roman de nouvelles, 2020, 261 pages. (en collaboration avec Marie-Andrée Arsenault, Nadine Descheneaux, Pierre Labrie, Simon Lafrance, Sophie-Luce Morin, Maryse Pagé, Priska Poirier, Élise Rivard, Jennifer Tremblay, Catherine Trudeau et Élaine Turgeon).

### Éditions Dupuis
- T.1 : Mort et déterré : Un cadavre en cavale, bande dessinée, 2019, 48 pages.
- T.2 : Mort et déterré : Pas de quartier pour les macchabées, bande dessinée, 2021, 48 pages.
- T.3 : Mort et déterré : Les derniers jours d'un zombie, bande dessinée, 2022, 56 pages.

### Éditions FouLire

#### Collection Bonzaï (à partir de 10 ans)
- La Boucle infernale, roman, 2018, 120 pages.
- Accidents de parcours, roman, 2019, 96 pages.

#### Collection Cactus (à partir de 8 ans)
- 'Fiston, je suis devenu une vache, roman, 2020, 180 pages.
- Papa, je suis devenu une mouche, roman, 2021, 144 pages.
- Maman, je suis devenue une grenouille !, roman, 2024, 196 pages.

#### Collection Esprits de famille (à partir de 10 ans)
- T.1, Bienvenue chez les Paradis, roman, 2012, 208 pages.
- T.2, Les Paradis sur Terre, 2013, 240 pages.
- T.3, Les Paradis dans la peau, 2013, 218 pages.
- T.4, Pas de repos pour les Paradis, 2014, 240 pages
- T.5, Les Paradis perdus, 2015, 256 pages.
- T.6, Le dernier des Paradis, 2016, 280 pages.

Republié sous forme d'intégrale en 2 volumes chez FouLire en 2021-2022.

#### Collection Les héros de ma classe (à partir de 8 ans)
Collection de 25 romans humoristiques de type dont vous êtes le héros qui s'adresse aux enfants de 8 ans et plus. La série a été complétée en 2023.

#### Collection Les superhéros de ma famille (à partir de 8 ans)
- Florent le cerf-volant, roman, 2023, 156 pages.
- Flavie rétrécit, roman, 2024, 162 pages.

#### Collection Mes parents sont gentils, mais... (à partir de 10 ans)
- Mon ami Sam est gentil mais… tellement casse-pieds !, roman, 2011, 148 pages.
- Ma voisine est gentille mais… pas avec moi !, roman, 2012, 148 pages.

### Éditions Les Malins

#### Collection La ligue des (pas si) champions (à partir de 9 ans)
- T.1, Basile, roman, 2022, 280 pages.
- T.2, Enzo, roman, 2022, 280 pages.
- T.3, Aïssa, roman, 2023, 226 pages.

#### Collection Même pas peur! (à partir de 9 ans)
- T.1, Le Miroir des épouvantes, roman, 2022, 184 pages.
- T.2, L'Abominable créature des bois, roman, 2022, 184 pages.
- T.3, Chez Auguste, roman, 2022, 192 pages.
- T.4, Marée rouge, roman, 2023, 220 pages.
- T.5, Le Cercueil, roman, 2023, 224 pages.

#### Collection Les Chroniques de Molochville (à partir de 12 ans)
Ouvrage collectif avec la collaboration de Patrick Isabelle, Véronique Drouin et Sandra Dussault.
- T.1, Roman de nouvelles, 2023, 216 pages.

### Éditions de la Morue Verte
- Archipel, le jeu des Îles-de-la-Madeleine, jeu de société, 2011
- Un bonhomme à la mer, album, 2008, 32 pages

### Éditions de la Paix
- Le Garçon hanté, roman, coll. Dès 9 ans, 2007, 111 pages.
- La Petite amie de Martin Gouin, roman, coll. Passeport, 2009, 133 pages.

### Éditions Québec Amérique
- Un bouquet de lettres, album, 2021, 32 pages.
- Où est allé grand-papa, album, 2022, 32 pages.

### Soulières éditeur

#### Collection Graffiti (à partir de 11 ans)
- Un livre sans histoire, roman, 2004, 136 pages.
- Ne lisez pas ce livre, roman, 2006, 128 pages.
- Mort et déterré, roman, 2008, 404 pages.
- Des nouvelles tombés du ciel, roman, 2009, 176 pages.
- Personne ne voit Claire, novella, 2010, 64 pages.
- Le Livre somnifère, roman, 2010, 192 pages.
- Le Jour où j'ai perdu la tête, roman, 2012, 152 pages.
- Le Livre hanté, roman, 2013, 216 pages.
- Les Moustiques, roman, 2017, 120 pages.
- Un dernier songe avant le grand sommeil, roman, 2018, 104 pages.
- La Nuit des chats zombies, roman, 2019, 84 pages.
- Histoires d'amour, de mort et d'humour, roman de nouvelles, 2020, 246 pages. (en collaboration avec Louis Émond, Jacques Lazure, Johanne Mercier et Robert Soulières).

### Éditions Vent d'Ouest

#### Collection Girouette (à partir de 12 ans)
- La Mauvaise fortune du brigadier, roman, 2003, 189 pages.
- Un méchant tour du destin, roman, 2005, 207 pages.
- Les Neufs noms de la Reine-Ronron, roman, 2008, 219 pages.

#### Collection Vive le vent (à partir de 6 ans)
- Fou rire extrême, roman, 2009, 79 pages.
- Boris au pays des clowns, roman 2010, 79 pages.

## Prix et distinctions
- Récipiendaire du Prix Victor-Martyn-Lynch-Staunton en 2007 (décerné par le Conseil des Arts du Canada à l’artiste à mi-carrière s’étant le plus démarqué en littérature)[4].
- Récipiendaire du Prix CALQ - Créateur de l'année aux Îles-de-la-Madeleine en 2018 pour l'ensemble de ses oeuvres[6].
- Récipiendaire du Prix Mélèze en 2023 pour le tome 1 de la série La ligue des (pas si champions): Basile[7].